# Frotteur
Ein Frotteur (französisch se frotter ‚sich reiben‘) ist ein Mensch, der dadurch sexuell stimuliert wird, dass er sich an anderen Menschen reibt.

## Frotteuristische Störung
Das Verhalten bedeutet nicht zwingend, dass eine Störung der Sexualpräferenz vorliegt. Wenn es jedoch bei einem fremden Menschen ohne Willen des Betroffenen geschieht und es sich zu einer Vorliebe entwickelt, die anderes Verhalten verdrängt, wird es als Paraphilie betrachtet. In diesem Fall wird Frotteurismus in der ICD-10 unter dem Code F65.8 als Sonstige Störungen der Sexualpräferenz und in der seit 2022 gültigen ICD-11 als Frotteuristische Störung unter dem Code 6D34 als Paraphile Störung eingeordnet.
Solches Verhalten im Sinne eines „anonymen und diskreten Reibens an öffentlichen Orten“ wird gelegentlich als Frottage bezeichnet und die ausübende Person als Frotteur oder auch Frotteurist. Ein Glossar erklärt das Wort Frottage als Fremdwort, das „sich an jemandem reiben“ bedeutet, mit dem das Verhalten eines Menschen benannt wird, der sich im Gedränge an anderen Personen reibt, um sich sexuelle Lust zu verschaffen. Bei frotteuristischen Handlungen liegt das Hauptinteresse im Berühren und Sich-Reiben an einer nicht einwilligenden oder nicht einwilligungsfähigen Person. Sie werden in der Regel an überfüllten Orten unternommen, wo sich der Frotteur anschließend in der Menge leicht entfernen kann, beispielsweise bei Konzerten mit zahlreichen jungen Besuchern und Gedränge, auch in Warteschlangen, Aufzügen, Rolltreppen sowie öffentlichen Verkehrsmitteln während der Hauptverkehrszeiten kann es zu frotteuristischen Übergriffen kommen. Die Opfer sind meist Frauen und manchmal Kinder, denen es bedingt durch die räumliche Enge schwerfällt, die scheinbar zufälligen Berührungen von absichtlichen zu unterscheiden. Der Frotteur reibt beispielsweise seine Genitalien am Gesäß und den Oberschenkeln des Betroffenen oder er drückt seinen Oberkörper oder seine Arme an den Busen einer  Frau. Frotteuristische Übergriffe werden meistens von  selbstunsicheren, sexuell unerfahrenen Jugendlichen und jungen Erwachsenen begangen. Später kommt es offenbar zu einer allmählichen Abnahme der Häufigkeit solchen Verhaltens.
In Japan hat es als sexuelle Belästigung in überfüllten U-Bahnen merkliche Ausmaße angenommen und wird Chikan genannt. Zu Hauptverkehrszeiten gibt es schon eigene Frauenwaggons. In Japan ist es auch bei erotischen Rollenspielen ein immer wieder gewähltes Thema. Mit Prostituierten wird es auch in nachgebauten Abteilen von Nahverkehrszügen in Bordellen nachgespielt.

## Sexualpraktik in gegenseitigem Einverständnis

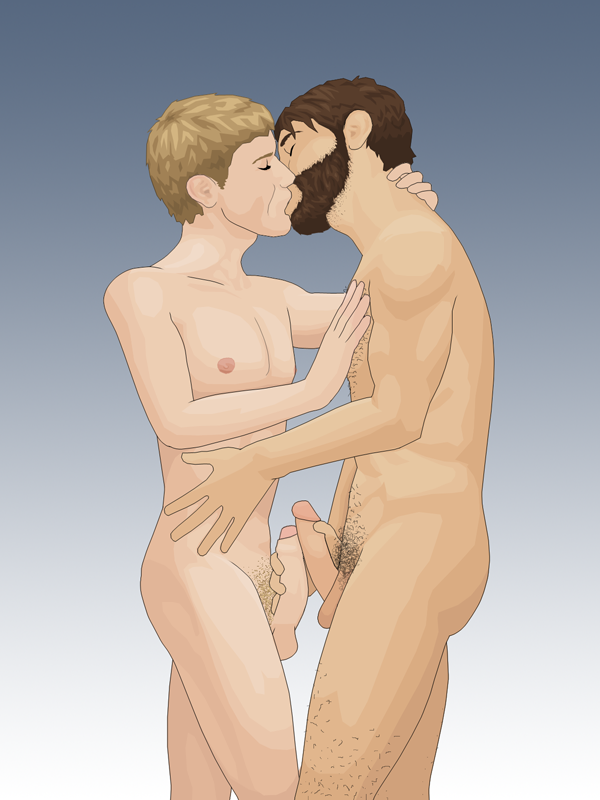
Darstellung zweier einander frontal zugewandter Männer, die ihre erigierten Penisse aneinanderdrücken. Diese Sexualpraktik wird als Frot oder als Frottage bezeichnet.

Unabhängig davon gibt es eine einvernehmlich zwischen Partnern angewandte Sexualpraktik, die als Frottage, Frot oder frictation bezeichnet wird. Die Partner können dabei bekleidet oder nackt sein. Diese Praktik zählt zu den Varianten des Safer Sex. Dabei reiben zwei Männer ihre Penisse und/oder Hodensäcke aneinander. Ohne Gleitmittel kann das nach einiger Zeit Hautirritationen und im Extremfall kleine Schürfwunden hervorrufen, was die Sicherheit einschränkt. 
Durch die nicht geringe Zahl an Aids-Fällen und aus Betroffenheit über den Tod seines Freundes im Jahre 1995 startete der Aktivist Bill Weintraub 1999 eine Initiative gegen den „kulturellen Todesgriff“ und die „kulturelle Tyrannei des Analverkehrs“, die sich teilweise aus der gesellschaftlichen Sicht ergibt, nicht-penetratives Sexualverhalten oft nicht als „wirklichen Sex“ zu betrachten. Dazu veröffentlichte er im Jahre 2000 den Artikel Frot: The Next Sexual Revolution, wo er Frot als Gegenmittel propagierte, schuf The Man2Man Alliance – Frot Men und eine weitere Webseite unter dem Namen Heroic Homosex mit Verweis auf Männlichkeit und heroische Gestalten.
Bei zwei Frauen wird die entsprechende Sexualpraktik Tribadie genannt.

## Andere Wortbedeutung
Siehe frottieren.